# Park Jong-hoon
Park Jong-Hoon (koreanska: 박 종훈), född den 6 maj 1965, är en sydkoreansk gymnast.
Han tog OS-brons i hopp i samband med de olympiska gymnastiktävlingarna 1988 i Seoul.